# Baudoncourt
Baudoncourt és un municipi francès situat al departament de l'Alt Saona i a la regió de Borgonya - Franc Comtat. L'any 2007 tenia 536 habitants.

## Demografia

### Població
El 2007 la població de fet de Baudoncourt era de 536 persones. Hi havia 218 famílies, de les quals 54 eren unipersonals (27 homes vivint sols i 27 dones vivint soles), 82 parelles sense fills, 74 parelles amb fills i 8 famílies monoparentals amb fills.
La població ha evolucionat segons el següent gràfic:
Habitants censats

### Habitatges
El 2007 hi havia 242 habitatges, 215 eren l'habitatge principal de la família, 3 eren segones residències i 24 estaven desocupats. 227 eren cases i 16 eren apartaments. Dels 215 habitatges principals, 168 estaven ocupats pels seus propietaris, 45 estaven llogats i ocupats pels llogaters i 2 estaven cedits a títol gratuït; 2 tenien dues cambres, 19 en tenien tres, 49 en tenien quatre i 145 en tenien cinc o més. 176 habitatges disposaven pel capbaix d'una plaça de pàrquing. A 95 habitatges hi havia un automòbil i a 98 n'hi havia dos o més.

### Piràmide de població
La piràmide de població per edats i sexe el 2009 era:
| Homes | Edats   | Dones |
| ----- | ------- | ----- |
| 0     | 95 o +  | 0     |
| 0     | 90 a 94 | 4     |
| 4     | 85 a 89 | 4     |
| 0     | 80 a 84 | 0     |
| 16    | 75 a 79 | 16    |
| 4     | 70 a 74 | 12    |
| 16    | 65 a 69 | 12    |
| 16    | 60 a 64 | 16    |
| 12    | 55 a 59 | 20    |
| 16    | 50 a 54 | 20    |
| 28    | 45 a 49 | 24    |
| 16    | 40 a 44 | 16    |
| 8     | 35 a 39 | 8     |
| 20    | 30 a 34 | 20    |
| 24    | 25 a 29 | 20    |
| 16    | 20 a 24 | 4     |
| 20    | 15 a 19 | 20    |
| 16    | 10 a 14 | 16    |
| 12    | 5 a 9   | 24    |
| 12    | 0 a 4   | 16    |

## Economia
El 2007 la població en edat de treballar era de 323 persones, 232 eren actives i 91 eren inactives. De les 232 persones actives 209 estaven ocupades (117 homes i 92 dones) i 23 estaven aturades (7 homes i 16 dones). De les 91 persones inactives 34 estaven jubilades, 23 estaven estudiant i 34 estaven classificades com a «altres inactius».

### Ingressos
El 2009 a Baudoncourt hi havia 222 unitats fiscals que integraven 572,5 persones, la mediana anual d'ingressos fiscals per persona era de 15.139 €.

### Activitats econòmiques
Dels 17 establiments que hi havia el 2007, 1 era d'una empresa extractiva, 1 d'una empresa de fabricació d'altres productes industrials, 4 d'empreses de construcció, 6 d'empreses de comerç i reparació d'automòbils, 1 d'una empresa de transport, 1 d'una empresa financera, 2 d'empreses immobiliàries i 1 d'una empresa classificada com a «altres activitats de serveis».
Dels 6 establiments de servei als particulars que hi havia el 2009, 1 era un taller de reparació d'automòbils i de material agrícola, 1 fusteria, 2 electricistes, 1 perruqueria i 1 agència immobiliària.
L'any 2000 a Baudoncourt hi havia 8 explotacions agrícoles que ocupaven un total de 252 hectàrees.

## Equipaments sanitaris i escolars
El 2009 hi havia una escola elemental.

## Poblacions més properes
El següent diagrama mostra les poblacions més properes.